# Chopok
Chopok là đỉnh núi cao thứ ba của dãy núi Tatra Hạ (cao 2.024 m, chỉ sau các đỉnh Ďumbier và đỉnh Štiavnica lân cận) ở miền trung của Slovakia. Đỉnh núi có tầm nhìn toàn cảnh ra dãy núi Tatra Thượng chạy dọc theo biên giới Ba Lan và Slovakia, khu vực lịch sử Liptov và thung lũng Hron. Nằm ở gần đỉnh núi có một ngôi nhà gỗ nhỏ có kiến trúc độc đáo mang tên Kamenná chata.

## Đường đến đỉnh núi Chopok
Núi Chopok nằm trên tuyến đường đi bộ châu Âu E8, xen giữa các đỉnh núi Ďumbier và Dereše. Ngoài con đường này, chúng ta cũng có thể đến núi một cách dễ dàng bằng cách đi theo những con đường mòn từ phía bắc (từ thung lũng Demänovská Dolina) hoặc từ phía nam (từ các bến xe buýt Trangoška và Srdiečko). Các điểm cao nhất có thể đi đến bằng cáp treo là Đỉnh Chopok úboč (cao 1834 m) ở sườn phía bắc và Đỉnh Kosodrevina (cao 1494 m) ở sườn phía nam.

## Khí hậu
Nhiệt độ trung bình trong năm khá thấp khoảng -1 °C (30 °F), nhiệt độ cao nhất ghi nhận chỉ vào khoảng 18 °C (66 °F) và nhiệt độ thấp nhất có thể đạt đến mức -27 °C (-18 °F). Nhiệt độ trung bình ở tháng Giêng là -8 °C (17 °F) vào tháng 7 là 6 °C (44 °F). Vào mùa Đông, toàn bộ đỉnh núi bao phủ bởi tuyết trắng. Trên đỉnh núi cũng xây dựng một trạm nghiên cứu thời tiết khá hiện đại.

## Trượt tuyết
Các sườn núi phía bắc và phía nam đều là địa điểm trượt tuyết tuyệt vời nhất ở Slovakia. Sườn phía Bắc có xây dựng ba khu trượt tuyết hiện đại, với đường trượt tuyết dài hơn 21 km, ngoài ra còn trang bị thêm hai hệ thống cáp treo, năm ghế thang máy và mười thang máy đưa khách lên đỉnh trượt tuyết. Sườn phía nam cũng trang bị ghế thang máy và 6 thang máy đưa du khách lên đỉnh trượt tuyết. Ngọn núi trở thành điểm đến hoàn hảo dành cho những người yêu thích bộ môn thể thao mạo hiểm này.  Bên cạnh đó, các khu trượt tuyết khác ở đây cũng rất phát triển, bao gồm khu trượt tuyết Jasna nằm ở phía Bắc và các khu trượt tuyết Srdiečko, Tale nằm ở phía Nam của núi Chopok.